# Казеевка (Наровчатский район)
Казе́евка — село в Наровчатском районе Пензенской области. Входит в Скановский сельсовет.

## География
Расположено в 7 км от с. Сканово и 12 км от р.ц. Наровчат на правом берегу р. Мокши, около границы с Ковылкинским районом Мордовии. 

## История
Известно во 2-й половине 16в. основано мордвой и татарами. Названо по имени татарина Казея. В 1657 село опустело, жители переселились. В 1677 по царскому указу Казеевкская пустошь отведена солдатам Выборного полка Фоме Бочкарёву с товарищами 11 чел. В 1682 упоминается церковь Архангела Михаила. до начала 1990-х гг. в Казеевке отделение совхоза Наровчатский 

## Население
1896-1472,1911-1664,,1919-1989,1928-1740,1965-764,,1988-177,2004-87, 2014-50.